# Antros Antōniadīs
Antros Antōniadīs (in greco Άντρος Αντωνιάδης?; 1939) è un ex calciatore cipriota.

## Carriera
Tra il 1963 e il 1965 ha giocato 5 partite per la nazionale cipriota